# Санту-Андре (футбольний клуб)
«Санту-Андре» (порт. Santo André) — бразильський футбольний клуб, який базується в місті Санту-Андре, штат Сан-Паулу. Заснований 18 вересня 1967 року.